# Гинце, Андрей Иванович
Андрей Иванович Гинце (Андреас Петер Генрих Гинце; 21 марта 1827 — 30 января 1898, под Выборгом) — русский государственный и военный деятель, первый начальник Сахалина.

## Биография
Лютеранин. Из дворян Великого княжества Финляндского. Родился в имении Пикки Кирьола близ Ландышевки на Карельском перешейке.
В 1844 поступил во 2-й Финляндский линейный батальон. 29 января 1849 произведён в прапорщики, переведён в 6-й Либавский пехотный полк, с которым участвовал в Венгерском походе 1849, а во время Крымской войны охранял побережье Лифляндии и Курляндии.
В 1857 переведён в 1-й стрелковый батальон, с 1864 командир 13-го стрелкового батальона, 
в 1876—1882 командир 23-го Низовского пехотного полка. В 1882 произведён в генерал-майоры и назначен командиром Восточно-Сибирской стрелковой бригады.
14 июля 1884 назначен начальником острова Сахалин; в этой должности руководил Сахалинской каторгой и ссылкой. Провёл большие строительные и дорожные работы, улучшив внутренние сообщения.
Приказом за № 95 от 15 марта 1885 разрешил служащим эксплуатировать в качестве прислуги ссыльнокаторжан; это распоряжение, подвергнутое справедливой критике А. П. Чеховым и другими наблюдателями, было формально отменено преемником Гинце В. И. Кононовичем.
Чехов, побывавший на острове через два года после отставки Гинце, в своей книге несколько раз упоминает его, оценивая деятельность бывшего начальника неизменно отрицательно. Гинце имел репутацию сурового руководителя, однажды за убийство айна по его приказу были повешены сразу 11 причастных к преступлению каторжников.
В честь начальника было названо село Андрее-Ивановское (ныне Белое).
С 17 октября 1888 в отставке.

## Семья
Жена: Иоганна Мария Тереза Эрхардт
Дети:
- Александр (1858— ), капитан
- Элеонора (1870— )
- Вильгельмина (1871— )

## Награды
- орден Святого Станислава 3-й ст.
- орден Святой Анны 3-й ст.
- орден Святого Станислава 2-й ст.
- орден Святой Анны 2-й ст. (1874)
- орден Святого Владимира 3-й ст. (1882)
- орден Святого Станислава 1-й ст. (1884)
- медаль «В память войны 1853—1856»